# Voždovac
Voždovac (in serbo Вождовац / Voždovac)  è un comune della Serbia appartenente al distretto della città di Belgrado.